# Nordengland
Nordengland er en kulturel region i England. Der er ikke nogen officiel administrativ region, men et geografisk koncept. Området er normalt det mellem floderne Trent i syd til Dee i Skotland i nord. Området inkluderer tre områder: North East, North West og  Yorkshire and the Humber. Områdernes samlede befolkning er omkring 14,5 millioner og dækket et område på 37.331km2.
I antikken var det meste af området en del af regionen Brigantia — hjemsted for briganterne og britonernes kongerige i Storbritannien. Efter romernes erobring af Storbritannien blev byen York hovedstad i området kaldet Britannia Inferior og senere Britannia Secunda. 
Efter den normanniske erobring af England i 1066 skabte massakrerne i Nordengland ødelæggelser og normannerne nåede ikke Carlisle før 1092, så meget af området var ikke inkluderet i Domesday Book.